# Acetil-CoA carbossilasi
L'acetil-CoA carbossilasi è il primo enzima della sintesi del palmitato, utilizza il bicarbonato (o più raramente la CO2) come substrato e fornisce il carbossile per convertire l'acetil-CoA in malonil-CoA. La reazione non è favorita energeticamente (ΔG > 0) per cui è accoppiata all'idrolisi dell'ATP.
Acetil-CoA + HCO−3 + ATP → Malonil-CoA  + ADP + Pi + H2O
È l'enzima master della biosintesi degli acidi grassi, ed è presente in due forme: monomerica, in cui è inattiva, e filamentosa, in cui è attiva. La regolazione avviene attraverso il regime di fosfatazione/fosforilazione indotto dal rapporto insulina/glucagone. Inoltre è anche presente un sistema di controllo allosterico a opera del citrato: questo può uscire dal mitocondrio, sottraendosi al Ciclo di Krebs, per essere scinto in Ossalacelato e Acetil-CoA e dare il via alla biosintesi degli acidi grassi; se è presente in grande quantità a livello del citosol allora può indurre una fosfatazione e relativa polimerizzazione dell'Acetil-CoA carbossilasi anche in regime glucagonico. Ciò è dovuto al fatto che se il mitocondrio ha ricche disponibilità di intermedi del Ciclo di Krebs allora può permettersi la spesa energetica di creare riserve di acidi grassi da immagazzinare per il futuro.
La sua inibizione allosterica invece avviene a opera del Palmitoil-CoA (16:0), molecola finale che si ottiene dalla biosintesi degli acidi grassi a livello citosolico, quindi una sua abbondante presenza comunica alla cellula di non avere bisogno di altra energia. La cellula poi potrà ancora allungare ancora l'acido grasso, e anche aggiungervi doppi legami (ma non ramificazioni nei mammiferi), a livello del REL e in misura leggermente diversa e minore a livello dei mitocondri.
Un'isoforma mitocondriale di ACC1 (mACC1) svolge un ruolo parzialmente ridondante nella biosintesi dell'acido lipoico e quindi nella lipoilazione delle proteine, fornendo malonil-CoA per la sintesi mitocondriale degli acidi grassi (mtFASII) in tandem con ACSF3.

## Patologia
I fenotipi clinici eterogenei della malattia metabolica dell'aciduria combinata malonica e metilmalonica (CMAMMA) dovuta alla carenza di ACSF3 sono ritenuti il risultato di una parziale compensazione di un'isoforma mitocondriale di ACC1 (mACC1) per la carenza di ACSF3 nella sintesi mitocondriale degli acidi grassi (mtFASII).